# Şamil Əfəndiyev
Şamil Sultan oğlu Əfəndiyev (ur. 13 października 1972) – azerski zapaśnik walczący w stylu wolnym. Olimpijczyk z Sydney 2000, gdzie zajął siódme miejsce w kategorii 63 kg.
Siódmy na mistrzostwach świata w 1997. Czwarty na mistrzostwach Europy w 2000 roku.